# Nederweert
Nederweert (anhörenⓘ) ist eine Gemeinde in der niederländischen Provinz Limburg. Der ursprüngliche Name der Gemeinde war Merefelt, später hieß sie Weert van den nedersten eynde. Aus diesem Namen entwickelte sich der heutige Name Nederweert.

## Ortsteile
- Budschop
- Leveroy
- Nederweert
- Nederweert-Eind
- Ospel

## Bilder

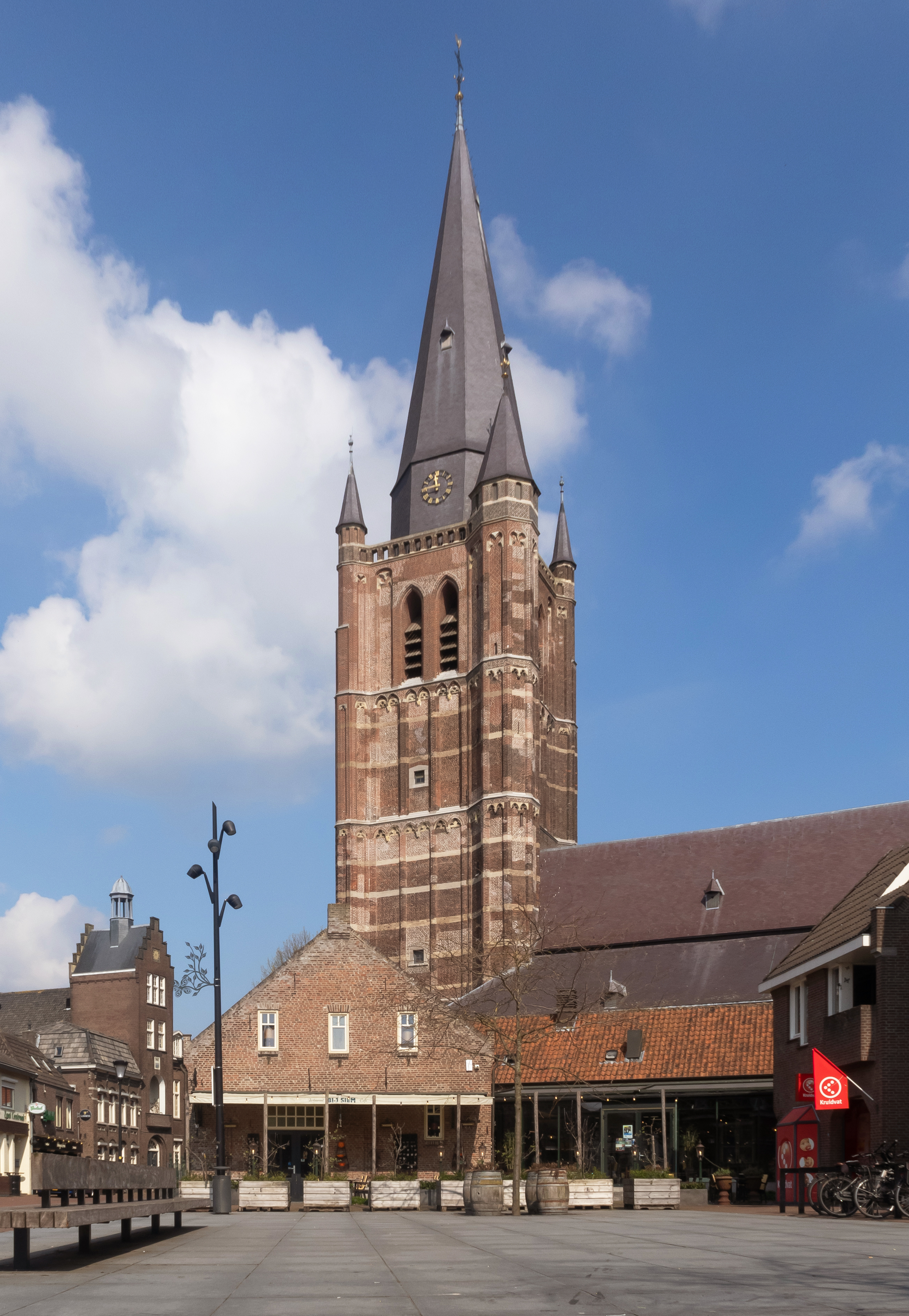
Nederweert, Kirche: die Sint-Lambertuskerk
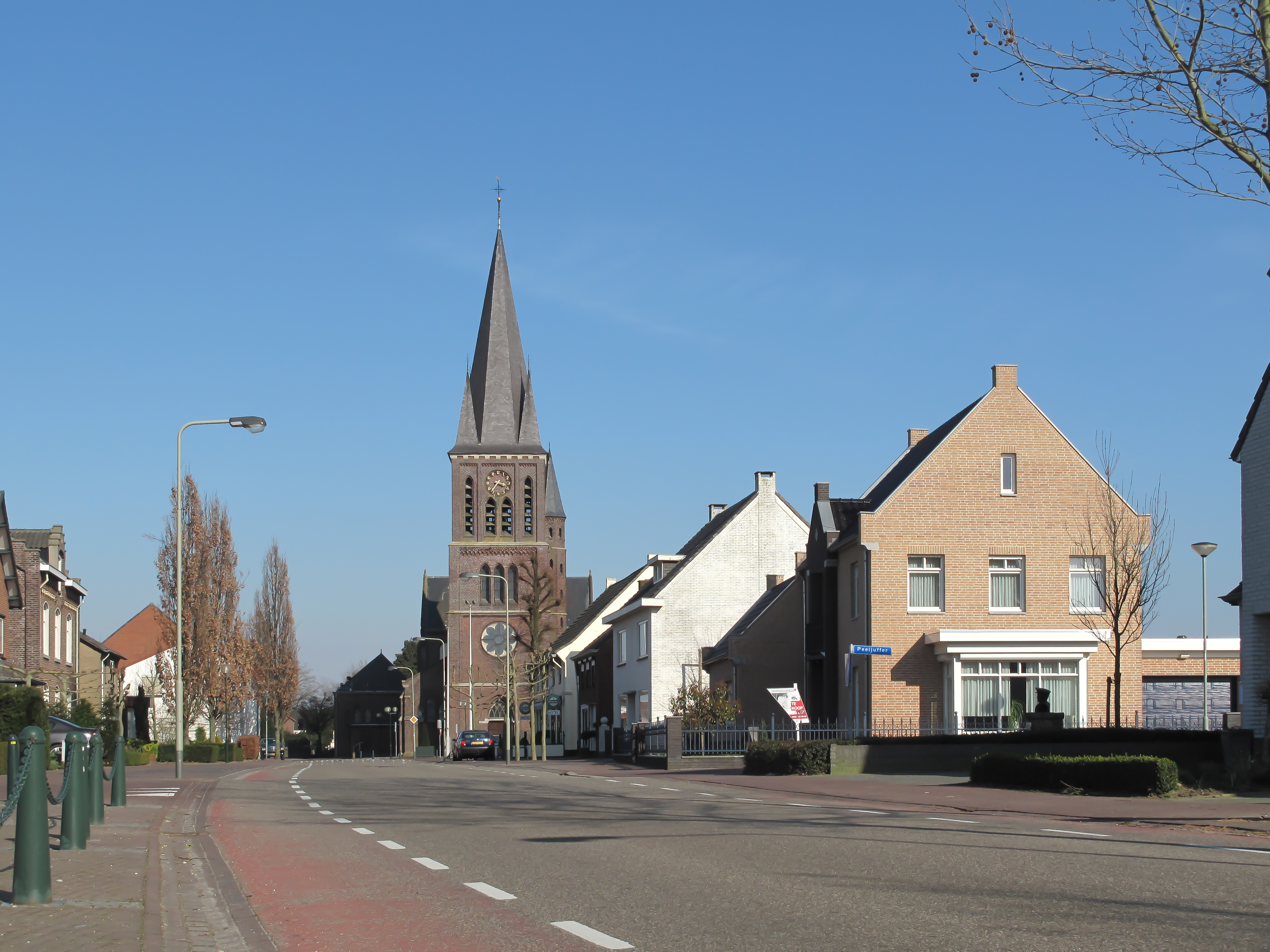
Ospel, Kirche (Onze Lieve Vrouwe Onbevlekt Ontvangen) in der Strasse
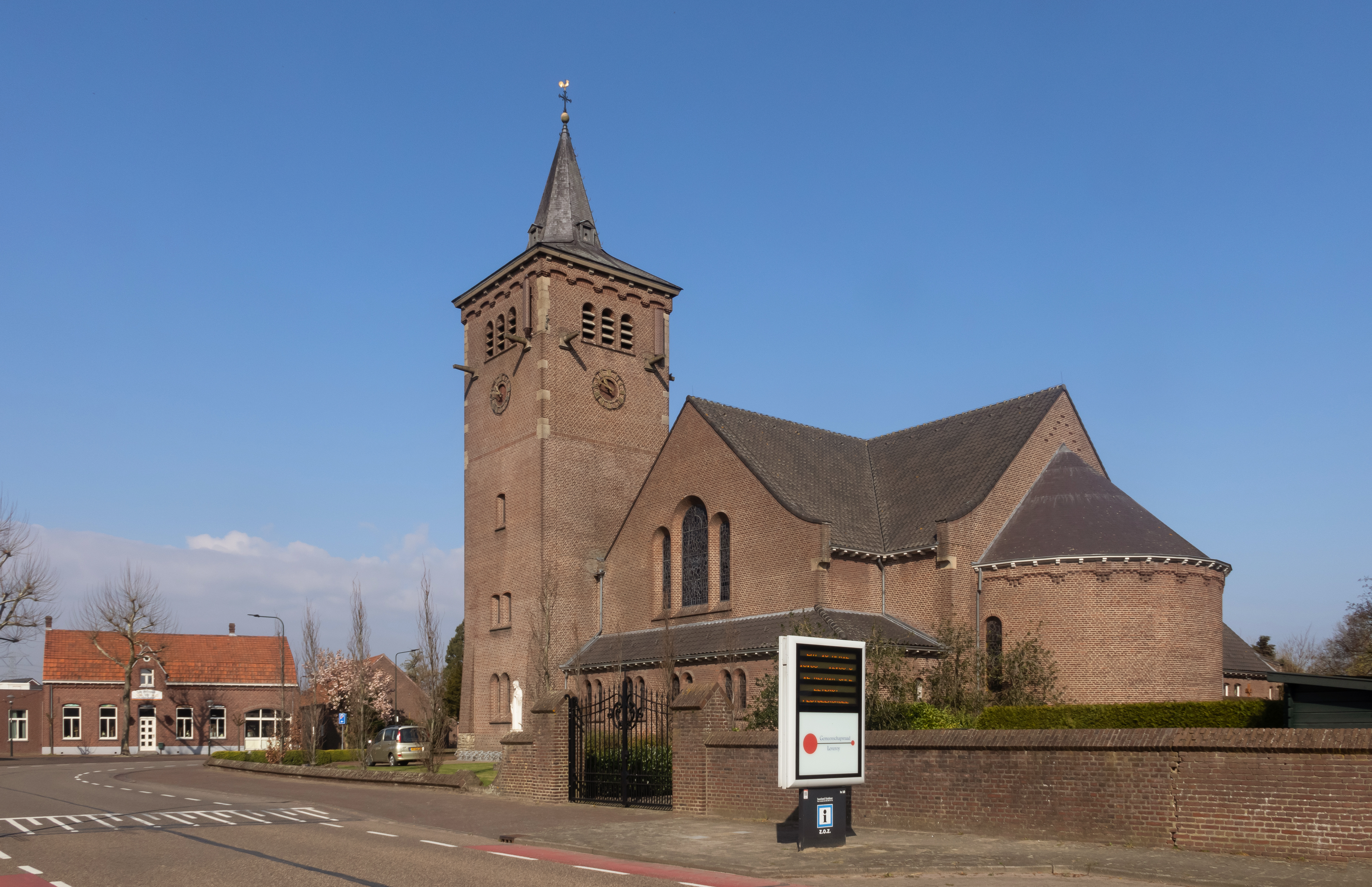
Leveroy, Kirche: die Sint-Barbarakerk
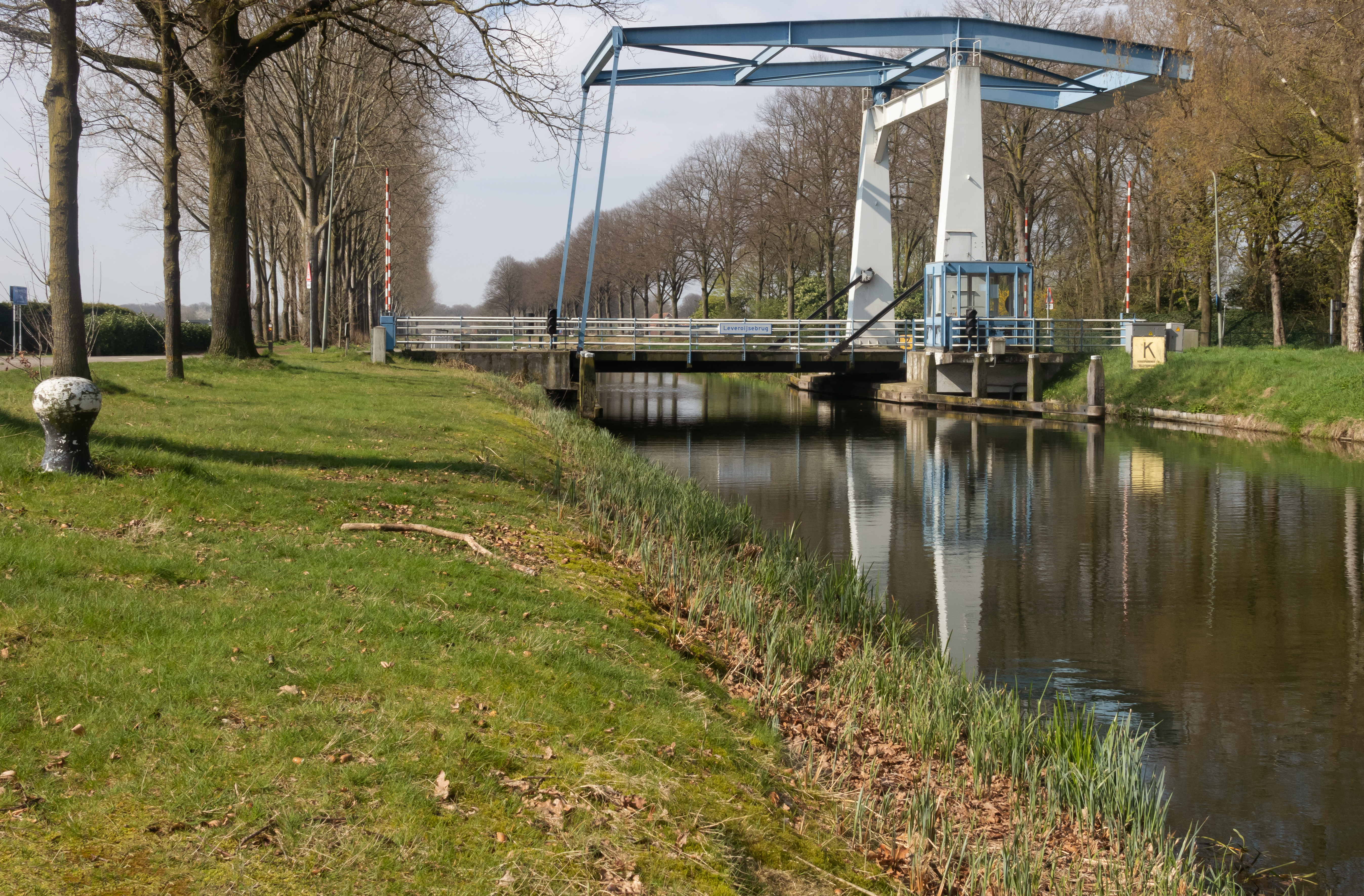
Nederweert-Eind, Zugbrücke: die Leveroijsebrug

## Politik

### Sitzverteilung im Gemeinderat
Der Gemeinderat wird seit 1982 folgendermaßen gebildet:
| Partei                      | Sitze | Sitze | Sitze | Sitze | Sitze | Sitze | Sitze | Sitze | Sitze | Sitze | Sitze |
| Partei                      | 1982  | 1986  | 1990  | 1994  | 1998  | 2002  | 2006  | 2010  | 2014  | 2018  | 2022  |
| --------------------------- | ----- | ----- | ----- | ----- | ----- | ----- | ----- | ----- | ----- | ----- | ----- |
| CDA                         | 9     | 8     | 9     | 8     | 8     | 8     | 6     | 6     | 8     | 6     | 6     |
| Jongeren Akkoord Nederweert | 4     | 3     | 5     | 4     | 4     | 4     | 5     | 5     | 5     | 5     | 4     |
| D66                         | –     | –     | –     | 1     | 0     | –     | –     | –     | –     | 2     | 2     |
| VVD                         | –     | 1     | 1     | 2     | 2     | 2     | 3     | 3     | 2     | 1     | 2     |
| Nederweert Anders           | –     | –     | –     | –     | –     | –     | –     | –     | –     | 3     | 2     |
| GroenLinks                  | –     | –     | –     | –     | –     | –     | –     | –     | –     | –     | 1     |
| Hart voor Vrijheid          | –     | –     | –     | –     | –     | –     | –     | –     | –     | –     | 0     |
| PvdA                        | 2     | 3     | 2     | 2     | 3     | 3     | 3     | 3     | 2     | –     | –     |
| Gesamt                      | 15    | 15    | 17    | 17    | 17    | 17    | 17    | 17    | 17    | 17    | 17    |

### Kollegium von Bürgermeister und Beigeordneten
Folgende Personen gehören zum Kollegium:
Bürgermeisterin
- Birgit op de Laak (PvdA) (Amtsantritt: 19. August 2019)[1]

Beigeordnete
- Henk Cuijpers (Jongeren Akkoord Nederweert)
- Peter Koolen (D66)
- Frank Voss (Nederweert Anders)

Gemeindesekretär
- Johan Bakens

## Wirtschaft

### Verkehr
In Nederweert treffen sich drei Kanäle: Zuid-Willemsvaart,  Noordervaart und Kanal Wessem–Niederweert.
Hier endet auch die Fietsallee am Nordkanal.